# Gustav Gräll
Gustav Gräll, född 5 november 1984 i Gävle, är en svensk fotograf verksam i Stockholm. 
Gräll är utbildad på Nordens fotoskola Biskops Arnö. Sedan 2010 har han jobbat som pressfotograf åt flera svenska dags- och kvällstidingar, främst Aftonbladet och Metro. År 2023 gav han ut boken I love Tunbjörk på Hasselblads Centers vänner och samma år ställde han ut Blues för Sverige på Abecita popkonst & foto i Borås och på Galleri Kontrast i Stockholm. Han är medlem i Svenska Fotografers Förbund.